# آمورفا-۱۱٬۴-دی‌ان
آمورفا-۱۱،۴-دی‌ان (به انگلیسی: Amorpha-4,11-diene) با فرمول شیمیایی C۱۵H۲۴ یک ترکیب شیمیایی با شناسه پاب‌کم ۱۱۰۵۲۷۴۷ است. که جرم مولی آن ۲۰۴٫۳۵ g/mol می‌باشد. 